# Franz Joseph van der Grinten

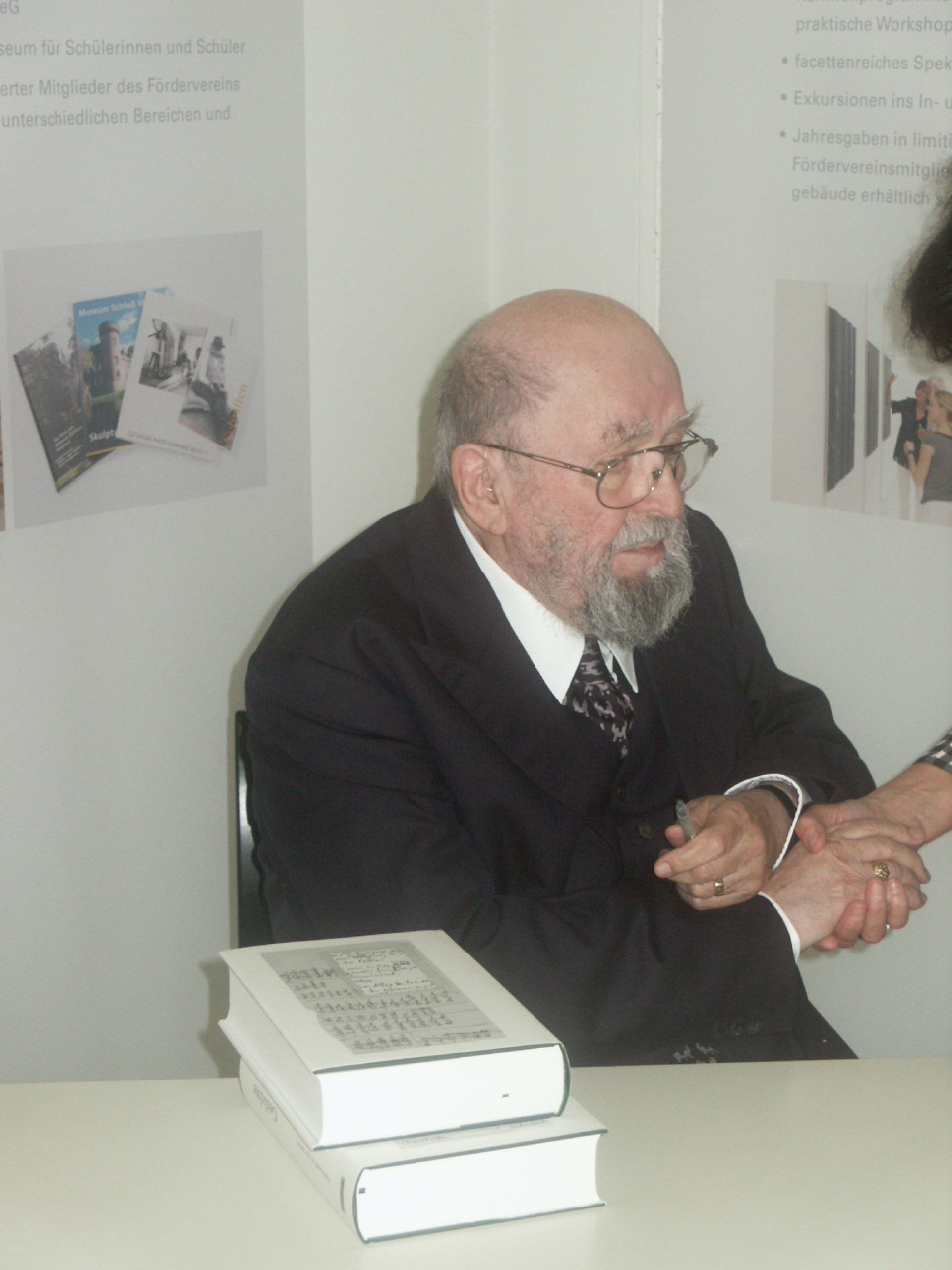
Franz Joseph van der Grinten (2013)

Franz Joseph van der Grinten (* 11. Juni 1933 in Kranenburg am Niederrhein; † 7. Oktober 2020 in Bedburg-Hau) war ein deutscher Kunsthistoriker, Kunstsammler, Künstler und Kunsterzieher.

## Leben
Franz Joseph van der Grinten wuchs zusammen mit seinem älteren Bruder Hans van der Grinten auf dem Bauernhof seiner Eltern auf. Von 1943 bis 1954 besuchte er das Gymnasium in Kleve (der Schulbesuch wurde durch die Kriegszeit unterbrochen). In den Jahren 1946 bis 1948 ließ er sich bei Johan Davidson Smith in Kleve im Zeichnen ausbilden.
1946 lernten Franz Joseph und Hans van der Grinten den einige Jahre älteren Joseph Beuys zufällig im Haus des Englischlehrers Heinrich Schönzeler in Kleve kennen, bei dem Beuys in der Gymnasialzeit Unterricht hatte. Beuys bereitete sich gerade gemeinsam mit Schönzelers Sohn Ernst auf die Aufnahmeprüfung für die Düsseldorfer Kunstakademie vor. Aus dieser Begegnung entwickelte sich eine freundschaftliche Beziehung, und die Brüder van der Grinten begannen auf Empfehlung Hermann Teubers Arbeiten von Beuys zu erwerben. 1953 veranstalteten sie auf dem elterlichen Bauernhof eine erste Ausstellung dieser Werke. Zu der seit 1946 zusammengetragenen Kunstsammlung der beiden van der Grintens gehört ein umfassender Bestand an Werken und Dokumenten zu Beuys (rund 5.000 Arbeiten und um die 100.000 „treuhänderisch“ von Joseph Beuys übergebene Archivalien zu Leben, Werk und Wirken des Künstlers).
Von 1954 bis 1959 studierte van der Grinten Jura und Germanistik an der Universität zu Köln und der Ludwig-Maximilians-Universität München und von 1959 bis 1965 Philosophie, Psychologie, Anglistik, Romanistik und Kunstwissenschaft an der Rheinischen Friedrich-Wilhelms-Universität Bonn, letzteres vor allem bei Heinrich Lützeler.
1965 heiratete er Ingeborg Weber, mit der er drei Kinder hatte: die Künstler Gerhard und Franz Rudolf van der Grinten sowie die Modistin Daphne van der Grinten.
Joseph Beuys vermittelte ihm eine Anstellung als Kunsterzieher am Grillo-Gymnasium in Gelsenkirchen, an dem er von 1965 bis 1971 arbeitete. Von 1971 bis 1993 war van der Grinten am Collegium Augustinianum Gaesdonck als Kunsterzieher und Kurator tätig; zu seinen Schülern, auf die er nachhaltigen Einfluss ausübte, gehörten dort u. a. Paul Wans, Andreas H. H. Suberg, Norvin Leineweber, Georg Maria Roers, Peter von Felbert, Christoph Peters, Martin Schumacher, Paul Ingendaay und Jürgen von Dückerhoff.
Von 1993 bis 2003 war van der Grinten – bis zu dessen Tod gemeinsam mit seinem Bruder Hans – Direktor des Joseph-Beuys-Archivs und des Museums Schloss Moyland, zu dessen Stiftung die beiden Brüder ihre international renommierte Kunstsammlung beitrugen.
Franz Joseph van der Grinten lebte und arbeitete zuletzt in Erfgen, in der Nähe von Till-Moyland, wo er auch verstarb.

## Werk
1946 begann Franz Joseph van der Grinten zusammen mit seinem Bruder Hans van der Grinten systematisch eine Sammlung moderner Kunstwerke aufzubauen. Er schrieb erste Erzählungen. 1950 entstanden erste Holzschnitte. Ab 1951 war van der Grinten Veranstalter und Ausrichter von Kunstausstellungen. 1953 entstanden erste Malereien.
Ab 1960 veröffentlichte van der Grinten Beiträge zur modernen Kunst, zur alten Kunst und zur Denkmalpflege sowie zu einzelnen Künstlerpersönlichkeiten. Das Verhältnis von Kunst und Kirche spielt in diesen Arbeiten eine wichtige Rolle. 1964 entstanden erste Radierungen. Ab demselben Jahr gehörte er auch mit anderen Künstlern wie Erwin Heerich oder Holger Runge zur Radiergemeinschaft Osterath.
Nach 1979 gestaltete van der Grinten zahlreiche Grabmale. Es entstanden plastische Arbeiten für den Kirchenraum und Glasfenster. Ab 1985 beschäftigte er sich intensiv als Autor und Übersetzer mit Lyrik. Im Herbst 2013 erschien der Lyrikband Ausgewählte Gedichte.

## Ehrungen
Franz Joseph van der Grinten wurde am 23. November 1992 mit dem Verdienstorden des Landes Nordrhein-Westfalen ausgezeichnet.

## Schriften
- Ausgewählte Gedichte. Hrsg. vom Förderverein Museum Schloss Moyland. Pagina, Goch 2013, ISBN 978-3-944146-21-8 (437 Seiten)

## Medien
- Feldarbeit und Sammellandschaft – Franz Joseph van der Grinten erzählt (DVD). Dokumentarfilm von Carla Gottwein, 75 Min., Mai 2013